# Колесниково (Рязанская область)
Колесниково — деревня в России, расположена в Клепиковском районе Рязанской области. Является административным центром Колесниковского сельского поселения.

## Географическое положение
Деревня Колесниково расположена примерно в 45 км к юго-востоку от центра города Спас-Клепики на левом берегу реки Курша. Ближайшие населённые пункты — деревня Уречное к северу, деревня Немятово к востоку, посёлок Октябрь к югу и деревня Дмитриево к западу.

## История
Деревня отмечена на картах середины XIX века.
В 1905 году деревня входила в состав Колесниковской волости Касимовского уезда и имела 106 дворов при численности населения 853 чел.
С 1935 по 1959 годы деревня входила в состав Бельковского района.

## Население
| 1859 | 1897 | 1906 | 2010 |
| ---- | ---- | ---- | ---- |
| 515  | ↗652 | ↗853 | ↘254 |

## Инфраструктура
В деревне имеются: два магазина, отделение почтовой связи (391013), клуб, библиотека и медицинский пункт.

## Транспорт и связь
Деревня связана с трассой Р105 асфальтированной дорогой. В посёлок Тума рейсовый автобус ходит один раз в неделю, по четвергам.
Деревню Колесниково обслуживает одноимённое сельское отделение почтовой связи (индекс 391013).

## Известные люди
- Рыжова-Дерягина, Наталья Михайловна (1929―1985) ― бригадир совхоза «Морской», город Феодосия Крымской области, Украинская ССР. Герой Социалистического труда (1966)[7].